# Комиксы киновселенной Marvel
С 2008 года издательство Marvel Comics начало создание комиксов, дополняющих строящуюся в то время Кинематографическую вселенную. Комиксы, опубликованные Marvel, связывают фильмы и сериалы и предназначены для того, чтобы рассказать дополнительные истории об уже существующих персонажах и создать связи между проектами студии. Комиксы-адаптации частично пересказывают события фильмов и дополняют их новыми сценами, которые Marvel хотели бы видеть в «официальном каноне», но по каким-либо причинам не сняли их. В 2012 году для сохранения реткона Marvel разделили комиксы на два направления — входящие в непрерывную хронологию киновселенной и комиксы, вдохновлённые фильмами и сериалами, не являющиеся каноничными. Часть комиксов второго направления зачастую является рекламой известных брендов (например, Lexus и Audi).

## Комиксы, входящие в КВМ
| Название | Выпуски | Дата публикации | Дата публикации  | Автор(ы) сценария                                      | Автор(ы) рисунка                               |
| Название | Выпуски | Первый выпуск   | Последний выпуск | Автор(ы) сценария                                      | Автор(ы) рисунка                               |
| --- | ------- | --------------- | ---------------- | ------------------------------------------------------ | ---------------------------------------------- |
| Железный человек: Я — Железный человек! Iron Man: I Am Iron Man! (Адаптация фильма «Железный человек»)                                                           | 2       | 27 января 2010  | 24 февраля 2010  | Питер Дэвид                                            | Шон Чен                                        |
| Железный человек 2: Публичная личность Iron Man 2: Public Identity                                                                                               | 3       | 28 апреля 2010  | 12 мая 2010      | Джо Кейси и Джастин Теру                               | Барри Китсон                                   |
| Железный человек 2: Агенты «Щ.И.Т.» Iron Man 2: Agents of S.H.I.E.L.D.                                                                                           | 1       | 1 сентября 2010 | 1 сентября 2010  | Джо Кейси                                              | Тим Грин, Феликс Руис и Мэтт Камп              |
| Капитан Америка: Первый мститель Captain America: First Vengeance                                                                                                | 4       | 4 мая 2011      | 29 июня 2011     | Фред ван Ленте                                         | Нил Эдвартс и Люк Росс                         |
| Мстители. Прелюдия: Длинная неделя Фьюри Marvel’s The Avengers Prelude: Fury’s Big Week                                                                          | 4       | 7 марта 2012    | 18 апреля 2012   | История: Крис Йост и Эрик Пирсон Сценарий: Эрик Пирсон | Люк Росс                                       |
| Чёрная Вдова: Холодный приём Marvel’s The Avengers: Black Widow Strikes                                                                                          | 3       | 2 мая 2012      | 6 июня 2012      | Фред ван Ленте                                         | Нил Эдвардс                                    |
| Железный человек 2 Marvel’s Iron Man 2 (Адаптация фильма «Железный человек 2»)                                                                                   | 2       | 7 ноября 2012   | 5 декабря 2012   | Кристос Гейдж                                          | Рамон Розанас                                  |
| Железный человек 3. Прелюдия Marvel’s Iron Man 3 Prelude | 2       | 2 января 2013   | 6 февраля 2013   | Кристос Гейдж                                          | Стив Курт                                      |
| Тор (Marvel’s Thor) (Адаптация фильма «Тор») | 2       | 16 января 2013  | 20 февраля 2013  | Кристос Гейдж                                          | Лан Медина                                     |
| Тор: Царство тьмы. Прелюдия Marvel’s Thor: The Dark World Prelude                                                                                                | 2       | 5 июня 2013     | 10 июля 2013     | Крэйг Кайл и Крис Йост                                 | Скотт Итон и Рон Лим                           |
| Капитан Америка: Первый мститель Marvel’s Captain America: The First Avenger (Адаптация фильма «Первый мститель»)                                                | 2       | 6 ноября 2013   | 11 декабря 2013  | Питер Дэвид                                            | Веллинтон Алвес                                |
| Первый мститель: Другая война — Infinite Comic Marvel’s Captain America: The Winter Soldier Infinite Comic                                                       | 1       | 28 января 2014  | 28 января 2014   | Питер Дэвид                                            | Рок Хе-Ким                                     |
| Стражи Галактики: Опасная добыча — Infinite Comic Marvel’s Guardians of the Galaxy Infinite Comic — Dangerous Prey                                               | 1       | 1 апреля 2014   | 1 апреля 2014    | Дэн Абнетт и Энди Леннинг                              | Андреа ди Вито                                 |
| Мстители Marvel’s The Avengers (Адаптация фильма «Мстители») | 2       | 24 декабря 2014 | 7 января 2015    | Уилл Корона Пилгрим                                    | Джо Беннетт                                    |
| Мстители: Эра Альтрона. Прелюдия Marvel’s Avengers: Age of Ultron Prelude — This Scepter’d Isle                                                                  | 1       | 4 февраля 2015  | 4 февраля 2015   | Уилл Корона Пилгрим                                    | Веллинтон Алвес                                |
| Человек-муравей. Прелюдия Marvel’s Ant-Man Prelude | 2       | 4 февраля 2015  | 4 марта 2015     | Уилл Корона Пилгрим                                    | Мигель Сепульведа                              |
| Человек-муравей — Скотт Лэнг: Мало времени — Infinite Comic Marvel’s Ant-Man — Scott Lang: Small Time                                                            | 1       | 3 марта 2015    | 3 марта 2015     | Уилл Корона Пилгрим                                    | Веллинтон Алвес и Дэниел Говар                 |
| Джессика Джонс Marvel’s Jessica Jones | 1       | 7 октября 2015  | 7 октября 2015   | Брайан Майкл Бендис                                    | Майкл Гайдос                                   |
| Первый мститель: Противостояние. Прелюдия Marvel’s Captain America: Civil War Prelude (Адаптация фильмов «Железный человек 3» и «Первый мститель: Другая война») | 4       | 16 декабря 2015 | 27 января 2016   | Уилл Корона Пилгрим                                    | Симон Кудрански и Ли Фергюсон                  |
| Первый мститель: Противостояние. Прелюдия — Infinite Comic Marvel’s Captain America: Civil War Prelude Infinite Comic                                            | 1       | 10 февраля 2016 | 10 февраля 2016  | Уилл Корона Пилгрим                                    | Ли Фергюсон, Горан Суджука и Гильермо Могоррон |
| Доктор Стрэндж. Прелюдия Marvel’s Doctor Strange Prelude | 2       | 6 июля 2016     | 24 августа 2016  | Уилл Корона Пилгрим                                    | Хорхе Форнес                                   |
| Доктор Стрэндж. Прелюдия: Зелот — Infinite Comic Marvel’s Doctor Strange Prelude Infinite Comic — The Zealot                                                     | 1       | 7 сентября 2016 | 7 сентября 2016  | Уилл Корона Пилгрим                                    | Хорхе Форнес                                   |
| Стражи Галактики. Часть 2. Прелюдия Marvel’s Guardians of the Galaxy Vol. 2 Prelude (Адаптация фильма «Стражи Галактики»)                                        | 2       | 4 января 2017   | 1 февраля 2017   | Уилл Корона Пилгрим                                    | Кристофер Аллен                                |
| Человек-паук: Возвращение домой. Прелюдия Spider-Man: Homecoming Prelude (Адаптация фильма «Первый мститель: Противостояние»)                                    | 2       | 1 марта 2017    | 5 апреля 2017    | Уилл Корона Пилгрим                                    | Тодд Наук                                      |
| Тор: Рагнарёк. Прелюдия Marvel’s Thor: Ragnarok Prelude (Адаптация фильмов «Невероятный Халк» и «Тор 2: Царство тьмы»)                                           | 4       | 5 июля 2017     | 16 августа 2017  | Уилл Корона Пилгрим                                    | Джей. Эл. Джайлз                               |
| Чёрная Пантера. Прелюдия Marvel’s Black Panther Prelude | 2       | 18 октября 2017 | 15 ноября 2017   | Уилл Корона Пилгрим                                    | Аннапаола Мартелло                             |
| Мстители: Война бесконечности. Прелюдия Marvel’s Avengers: Infinity War Prelude                                                                                  | 2       | 24 января 2018  | 28 февраля 2018  | Уилл Корона Пилгрим                                    | Тай Уокер                                      |
| Человек-муравей и Оса. Прелюдия Marvel’s Ant-Man and the Wasp Prelude (Адаптация фильма «Человек-муравей»)                                                       | 2       | 7 марта 2018    | 4 апреля 2018    | Уилл Корона Пилгрим                                    | Крис Аллен                                     |
| Капитан Марвел. Прелюдия Marvel’s Captain Marvel Prelude | 1       | 14 ноября 2018  | 14 ноября 2018   | Уилл Корона Пилгрим                                    | Андреа ди Вито                                 |
| Мстители: Финал. Прелюдия Marvel’s Avengers: Endgame Prelude (Адаптация фильма «Мстители: Война бесконечности»)                                                  | 3       | 5 декабря 2018  | 20 февраля 2019  | Уилл Корона Пилгрим                                    | Пако Диаз                                      |
| Человек-паук: Вдали от дома. Прелюдия Marvel’s Spider-Man: Far From Home Prelude (Адаптация фильма «Человек-паук: Возвращение домой»)                            | 2       | 27 марта 2019   | 24 апреля 2019   | Уилл Корона Пилгрим                                    | Люка Мареска                                   |
| Черная Вдова. Прелюдия Marvel’s Black Widow Prelude | 2       | 15 января 2020  | 19 февраля 2020  | Питер Дэвид                                            | К. Ф. Вилла                                    |

## Комиксы по мотивам КВМ
| Название | Выпуски | Дата публикации  | Дата публикации  | Сценарий                      | Рисунок                                                                                           |
| Название | Выпуски | Первый выпуск    | Последний выпуск | Сценарий                      | Рисунок                                                                                           |
| --- | ------- | ---------------- | ---------------- | ----------------------------- | ------------------------------------------------------------------------------------------------- |
| Iron Man: Fast Friends | 2       | 17 сентября 2008 | 30 сентября 2008 | Пол Тобин                     | Ronan Cliquet                                                                                     |
| Комикс сосредоточен на дружбе между Тони Старком и Джеймсом Роудсом. События разворачиваются до и после фильма «Железный человек». |         |                  |                  |                               |                                                                                                   |
| The Incredible Hulk: The Big Picture | 1       | 30 сентября 2008 | 30 сентября 2008 | Питер Дэвид                   | Дэйв Росс                                                                                         |
| Комикс-приквел к фильму «Невероятный Халк». Брюс Беннер только ещё собирается пройти через процедуру гамма-облучения для военного проекта Таддеуса Росса. Цифровой комикс включён в комплект 2-дискового издания фильма «Железный человек» для Walmart. |         |                  |                  |                               |                                                                                                   |
| Iron Man: Security Measures | 1       | 30 сентября 2008 | 30 сентября 2008 | Кристос Гейдж                 | Хьюго Петрус, Скотт Ханна, Скотт Коблиш, Нейтан Фэйрьэйрн и Джо Карамагна                         |
| Цифровой комикс включён в комплект 2-дискового издания фильма «Железный человек» для Walmart. Действие происходит параллельно с фильмом «Железный человек». |         |                  |                  |                               |                                                                                                   |
| Iron Man 2: Forewarned is Four-Armed! | 1       | 5 октября 2008   | 5 октября 2008   | Скотт Грэй и Tim Warran-Smith | Карлос Гомес, Гари Ерскин[уточнить] и James Offredi                                               |
| Дополнение к журналу Daily Mirror, рассказывающее о столкновении Тони Старка и Доктора Осьминога. |         |                  |                  |                               |                                                                                                   |
| The Incredible Hulk: The Fury Files | 2       | 9 октября 2008   | 15 октября 2008  | Фрэнк Тьери                   | Salvadore Espin                                                                                   |
| Ник Фьюри расследует слухи о секретном проекте Таддеуса Росса по созданию суперсолдат. Комикс является приквелом фильма Невероятный Халк. В процессе создания автор сценария считал, что комикс был привязан к хронологии КВМ, но по мере развития вселенной комикс был проигнорирован. |         |                  |                  |                               |                                                                                                   |
| Nick Fury: Spies Like Us | 1       | 4 декабря 2008   | 4 декабря 2008   | Джо Карамагна                 | Хьюго Петрус                                                                                      |
| Шпионская история с участием Ника Фьюри. Действие происходит во времена Холодной войны. |         |                  |                  |                               |                                                                                                   |
| Iron Man 2: Security Breach | 1       | 1 апреля 2010    | 1 апреля 2010    | Джо Карамагна                 | Jacopo Camagni и Крис Сотомайор                                                                   |
| Когда Железный человек возвращается домой, он становится свидетелем проникновения в своё жилище. Когда он настигает воришку, он обнаруживает, что не всё так просто, как он надеялся. |         |                  |                  |                               |                                                                                                   |
| Iron Man: Will Online Evils Prevail? | 3       | 10 апреля 2010   | 10 апреля 2010   | неизвестно                    | неизвестно                                                                                        |
| Цифровой комикс, спонсируемый Norton. Имеет две альтернативных концовки — в конце онлайн-комикса читателю задаются вопрос, который и определяет ту или иную концовку. По сюжету Железный человек отслеживает поставки оружия Старк Индастриз, которое должно было быть уничтожено, но вместо этого куда-то отправляется неизвестными хакерами. Действие разворачивается между фильмами «Железный человек» и «Железный человек 2». |         |                  |                  |                               |                                                                                                   |
| Iron Man: Royal Purple Custom Comic | 1       | 30 ноября 2010   | 30 ноября 2010   | неизвестно                    | Giancarlo Caracuzzo, Патрик Шербенгер, Derec Aucoin, Скотт Коблиш, Крис Сотомайер, Крис Элиопулос |
| Комикс, спонсируемый Royal Purple и являющийся тай-ином к фильму Железный человек 2. |         |                  |                  |                               |                                                                                                   |
| Iron Man 2: Fist of Iron | 1       | 1 февраля 2011   | 1 февраля 2011   | Пол Тобин                     | Patrick Olliffe, Скотт Коблиш and Khoi Pham                                                       |
| Рекламный комикс Audi, выпущенный бесплатно в приложении Marvel Comics, в котором Тони Старк останавливает воров по пути на деловую встречу. Действие происходит между фильмами Железный человек и Железный человек 2. |         |                  |                  |                               |                                                                                                   |
| Thor, The Mighty Avenger | 4       | май 2011         | май 2011         | Роджер Лэнгридж               | Крис Самн                                                                                         |
| Комикс-приквел к фильму «Тор» с участием Тора, Сиф и Локи, размещённый на сайте Burger King. |         |                  |                  |                               |                                                                                                   |
| Captain America & Thor: Avengers | 1       | 6 июля 2011      | 6 июля 2011      | Фред ван Ленте                | Рон Лим                                                                                           |
| История из двух частей, вдохновлённая фильмами Первый мститель и Тор. Действие первой части происходит в 1944 году — Капитан Америка и «Ревущие коммандос» атакуют базу Гидры. Вторая часть, «Цитадель шпионов», рассказывает историю о миссии Тора, Сиф и Локи по спасению Фандрала. |         |                  |                  |                               |                                                                                                   |
| Captain America: Evil Lurks Everywhere | 1       | 18 июля 2011     | 18 июля 2011     | Стэн Ли                       | Джейсон Армстронг                                                                                 |
| 3D-комикс, который можно было получить только при покупке Norton Internet Security 2011 или Norton AntiVirus 2011. В комплекте шли анаглифические 3D-очки. Действие разворачивается параллельно фильму «Первый мститель». |         |                  |                  |                               |                                                                                                   |
| The Avengers: Iron Man Mark VII | 1       | 10 апреля 2012   | 10 апреля 2012   | Фред ван Ленте                | неизвестно                                                                                        |
| Часть рекламной кампании браслетов Colantotte. Интерактивный комикс исследует различные версии и атрибуты брони Железного человека от фильма «Железный человек» к фильму «Железный человек 2». |         |                  |                  |                               |                                                                                                   |
| The Avengers Initiative | 1       | 2 мая 2012       | 2 мая 2012       | Фред ван Ленте                | Рон Лим                                                                                           |
| Знакомство с командой Мстителей в преддверии премьеры фильма «Мстители»: архивы Щ.И.Т.а и заметки Фьюри о Мстителях. |         |                  |                  |                               |                                                                                                   |
| Iron Man: The Coming of the Melter | 1       | 1 мая 2013       | 1 мая 2013       | Кристос Гейдж                 | Рон Лим                                                                                           |
| Железный человек и Воитель объединяются, чтобы победить Расплавителя — злодея в усиленном костюме. Действие происходит между фильмами «Мстители» и «Железный человек 3». |         |                  |                  |                               |                                                                                                   |
| Thor: Crown of Fools | 1       | 30 октября 2013  | 30 октября 2013  | Брайан Гласс                  | Андреа ди Вито                                                                                    |
| Комикс, являющийся тай-ином и приквелом фильма «Тор 2: Царство тьмы», рассказывает о приключениях Тора, Локи, Сиф и тройки воителей Асгарда — Фандрала, Хогуна и Волштагга. |         |                  |                  |                               |                                                                                                   |
| Captain America: Homecoming | 1       | 26 марта 2014    | 26 марта 2014    | Фред ван Ленте                | Том Граммет                                                                                       |
| Комикс рассказывает о сражении Капитана Америки и Чёрной вдовы с террористами в Нью-Йорке. Сюжет создан по мотивам фильмов «Мстители» и «Первый мститель: Другая война». |         |                  |                  |                               |                                                                                                   |
| Marvel’s Guardians of the Galaxy Prelude | 2       | 2 апреля 2014    | 28 мая 2014      | Дэн Абнетт и Энди Леннинг     | Веллинтон Алвес                                                                                   |
| Комикс-приквел к фильму «Стражи Галактики». Изначально предполагалось, что комикс будет входить в хронологию киновселенной, но после премьеры фильма «Стражи Галактики. Часть 2», в котором рассказывалась альтернативная история потери конечности Небулы (в комиксе эта история рассказывается в № 1), режиссёр и сценарист фильма Джеймс Ганн заявил, что данный комикс не является каноничным.                                |         |                  |                  |                               |                                                                                                   |
| Guardians of the Galaxy: Galaxy’s Most Wanted | 1       | 2 июля 2014      | 2 июля 2014      | Уилл Корона Пилгрим           | Андреа ди Вито                                                                                    |
| Приключения Реактивного Енота и Грута по мотивам фильма «Стражи Галактики». |         |                  |                  |                               |                                                                                                   |
| Agents of S.H.I.E.L.D.: The Chase | 1       | 25 июля 2014     | 25 июля 2014     | George Kitson                 | Mirko Colak, Neil Edwards and Mirco Pierfederici                                                  |
| Специальный выпуск к телесериалу Агенты «Щ.И.Т.», для San Diego Comic-Con 2014, спонсируемый Lexus. События происходят после 12-го эпизода 1 сезона телесериала и повествуют о ранее неизвестной миссии агентов. |         |                  |                  |                               |                                                                                                   |
| Avengers: Operation Hydra | 1       | 22 апреля 2015   | 22 апреля 2015   | Уилл Корона Пилгрим           | Андреа ди Вито                                                                                    |
| Мстители собираются вместе для сражения с Гидрой. По большей части, комикс исследует отношения Соколиного глаза и команды Мстителей. События происходят перед фильмом «Мстители: Эра Альтрона». |         |                  |                  |                               |                                                                                                   |
| The Avengers: Cutting Edge | 1       | май 2015         | май 2015         | Марк Симерак                  | JL Giles-Rivera                                                                                   |
| Комикс, спонсируемый Gillette и являющийся частью промоушена линейки бритв. По сюжету, Gillette является дочерней компанией Старк Индастриз, а Мстители вынуждены защитить последние её разработки. |         |                  |                  |                               |                                                                                                   |
| Ant-Man: Larger Than Life | 1       | 24 июня 2015     | 24 июня 2015     | Уилл Корона Пилгрим           | Андреа ди Вито                                                                                    |
| Приквел к фильму «Человек-муравей», рассказывающий о молодом Хэнке Пиме, который учится управлять муравьями. |         |                  |                  |                               |                                                                                                   |
| Avengers: Age of Ultron Episode 0 | 1       | 1 июля 2015      | 1 июля 2015      | Комияма Юсаку                 | Комияма Юсаку                                                                                     |
| Манга-приквел к фильму «Мстители: Эра Альтрона», опубликованная в 31-м номере Weekly Shonen Magazine специально к показу фильма в Японии. |         |                  |                  |                               |                                                                                                   |
| The Avengers: King of the Road | 1       | 17 апреля 2016   | 17 апреля 2016   | Марк Симерак                  | Шон Чен                                                                                           |
| Комикс, спонсируемый Audi, рассказывает о внезапном нападении Гидры на Ваканду, которое Мстители вынуждены отразить. Комикс вдохновлён фильмом «Первый мститель: Противостояние». |         |                  |                  |                               |                                                                                                   |
| Captain America: Road to War | 1       | 20 апреля 2016   | 20 апреля 2016   | Уилл Корона Пилгрим           | Андреа ди Вито                                                                                    |
| Приквел к фильму «Первый мститель: Противостояние», в котором рассказывается, как Капитан Америка и Чёрная вдова обучают новых Мстителей сражаться с роботом Алтимо. |         |                  |                  |                               |                                                                                                   |
| Doctor Strange: Mystic Apprentice | 1       | 26 октября 2016  | 26 октября 2016  | Уилл Корона Пилгрим           | Андреа ди Вито                                                                                    |
| История созвучна событиям фильма «Доктор Стрэндж» и рассказывает, как Стрэндж в Камар-Тадж пытается использовать свою астральную форму. |         |                  |                  |                               |                                                                                                   |
| Spider-Man: Fight or Flight | 1       | 26 октября 2017  | 26 октября 2017  | Марк Симерак                  | Крэйг Руссо                                                                                       |
| «Дерись или лети» — короткая история о сражении Человека-паука и Жука от Toys «R» Us, приуроченная к выходу Blu-ray-издания фильма «Человек-паук: Возвращение домой». |         |                  |                  |                               |                                                                                                   |